# Sam Hubbard
Sam Hubbard (Cincinnati, 29 giugno 1995) è un ex giocatore di football americano statunitense che ha militato nel ruolo di defensive end per tutta la carriera con i Cincinnati Bengals della National Football League (NFL).

## Carriera
I Cincinnati Bengals scelsero Hubbard nel corso del terzo giro (77º assoluto) del Draft NFL 2018. Fu il settimo defensive end scelto nel 2018. Il 13 settembre mise a segno il suo primo sack contro i Baltimore Ravens, buttando a terra Joe Flacco per una perdita di 11 yard nella vittoria per 34–23. Nella vittoria della settimana 5 contro i Miami Dolphins ritornò un fumble per 19 yard in touchdown. La sua stagione da rookie si concluse con 39 tackle, 2 passaggi deviati e un fumble forzato.
Nella prima partita della stagione 2019, Hubbard fece registrare 2 sack e un primato personale di 10 placcaggi nella sconfitta per 21–20 contro i Seattle Seahawks. Nella settimana 5 contro gli Arizona Cardinals mise a segno un sack sul quarterback rookie Kyler Murray nella sconfitta per 26-23. Nell'ultimo turno contro i Cleveland Browns, Hubbard guidò la squadra con 6 tackle ed ebbe 1,5 sack su Baker Mayfield nella vittoria per 33–23.
Nella settimana 3 della stagione 2020 contro i Philadelphia Eagles, Hubbard mise a segno il primo sack della stagione su Carson Wentz nel pareggio 23–23. Nella settimana 5 si infortunò a un gomito e fu inserito in lista infortunati il 15 ottobre 2020. Tornò nel roster attivo il 14 novembre 2020.
Il 25 luglio 2021 Hubbard firmò un'estensione contrattuale del valore di 40 milioni di dollari con i Bengals. Nella settimana 7 contro i Baltimore Ravens totalizzò 2 sack nella vittoria per 41–17. A fine stagione partì come titolare nel Super Bowl LVI dove i Bengals furono sconfitti dai Los Angeles Rams per 23-20.
Nel primo turno dei playoff 2022 Hubbard recuperò un fumble ritornandolo per 98 yard in touchdown nella vittoria sui Baltimore Ravens per 24-17.
Nella settimana 18 della stagione 2024 contro i Tennessee Titans, Hubbard, nell'ultimo snap disputato in carriera, segnó il suo primo e unico touchdown su ricezione.
Il 5 marzo 2025 Hubbard annunciò il ritiro dopo sette stagioni da professionista.

## Palmarès
- American Football Conference Championship: 1

Cincinnati Bengals: 2021